# Greve midtby center
Greve Midtby Center er et center beregnet til at betjene alle Greve Strands borgere. Centeret er beliggende centralt i bydelen, midt imellem strandvejen og Køge Bugt-motorvejen. I årene 2001-2002 blev centrets gange overdækket med glastag og udvidet med en føtex-bygning. I tilknytning til centeret ligger Greve Svømmehal, og vest for centret, på den anden side af Holmeagervej, ligger Greve Rådhus og Greve Gymnasium.

## Historie
Centeret åbnede i 1979 som et åbent center. Oprindelsen til Greve Midtby Center går tilbage til Køge Bugt-planen i 1960'erne. Da den såkaldte "Køge Bugt-finger" fra Fingerplanen blev vedtaget i 1961, blev det besluttet, at området skulle inddeles i bydele beliggende mellem Køge Bugt og en planlagt motorvej, indbyrdes adskilt af grønne kiler. Byområdet Greve var i denne plan udset til at skulle rumme 19.450 indbyggere, og som et led i planen for områdets udbygning blev udpeget et centerområde beliggende nær den planlagte S-togsforbindelse, der skulle forbinde byfingeren med hovedstaden. Centerområdet omfattede områder på begge sider af den planlagte jernbaneforbindelse, og i tilknytning til dette var planlagt skoler og gymnasium i umiddelbar nærhed. I realiteten kom selve centeret dog kun til at ligge vest for jernbanen. 
I årene 2000-2002 påbegyndtes en ombygning af centeret samt områderne mod rådhuset og gymnasiet, præsenteret i Lokalplan 12.33. Alle gaderne i centret blev overdækket af et gennemsigtigt tag, og parkeringsarealerne blev omlagt og udvidet. Hertil kom også en stor føtex-bygning i centrets nordlige ende, samt flere erhvervsbygninger vest for centrets sydlige parkeringsplads. Den kørende adgang til den sydlige parkeringsplads, og det nye Centerholmen, blev ændret til en rundkørsel der forbandt begge sider af Holmeagervej, hvor der tidligere var to forskudte vejkryds.

## Kollektiv trafik
Greve er beliggende ved siden af Greve Station, der foruden S-togslinjerne A og E betjenes af 224, 225 og Linje 600S.